# Chiesa della Dormizione di Maria (Tărgovište)
La chiesa della Dormizione di Maria (in lingua bulgara Църква Свето Успение Богородично, letteralmente Tsarkva Sveto Uspenie Bogorodichno) è una chiesa ortodossa di Tărgovište. Viene considerata uno dei migliori esempi architettonici del periodo del "Risveglio nazionale", nella seconda metà del XIX secolo.

## Storia

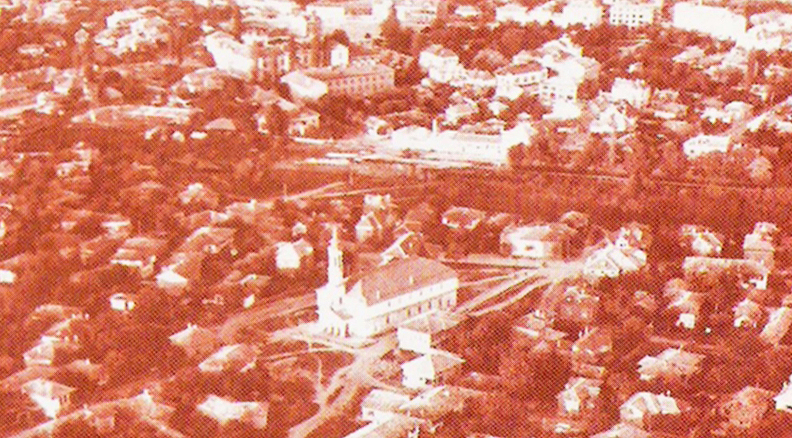
1930

L'edificio di culto è situato nel quartiere Varosha - la città vecchia di Tărgovište.
La chiesa è stata edificata tra il 1847 ed il 1851 sotto la direzione di Usta Dimitar, artista della Scuola di Trjavna. Inizialmente il campanile era una struttura in legno accanto al palazzo. La pianta della chiesa, a tre navate e costruita in pietra, si sviluppa su 510 m². Nel 1860 vengono completate le decorazioni interne, tra cui l'iconostasi, da parte di artisti della Scuola di Trjavna. All'inizio del XX secolo viene aggiunta la torre campanaria, alta 30 metri, edificata da Gencho Novakov su disegno dell'ingegnere italiano Paul Forlani.

## Galleria d'immagini

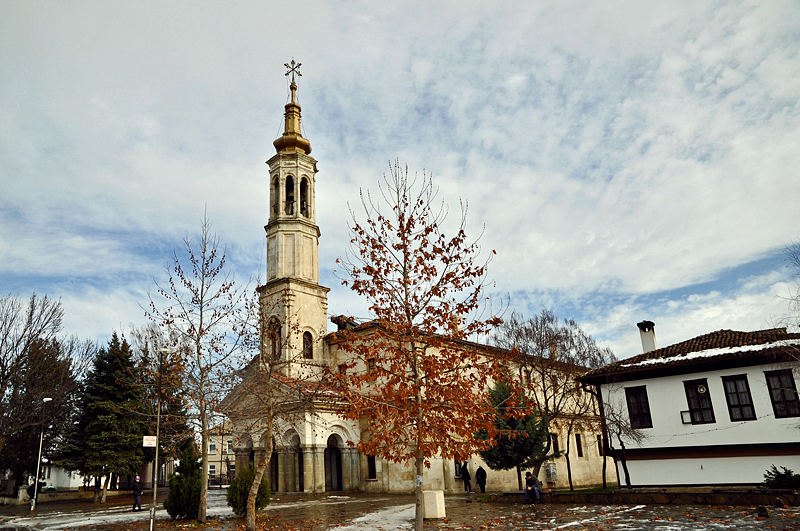
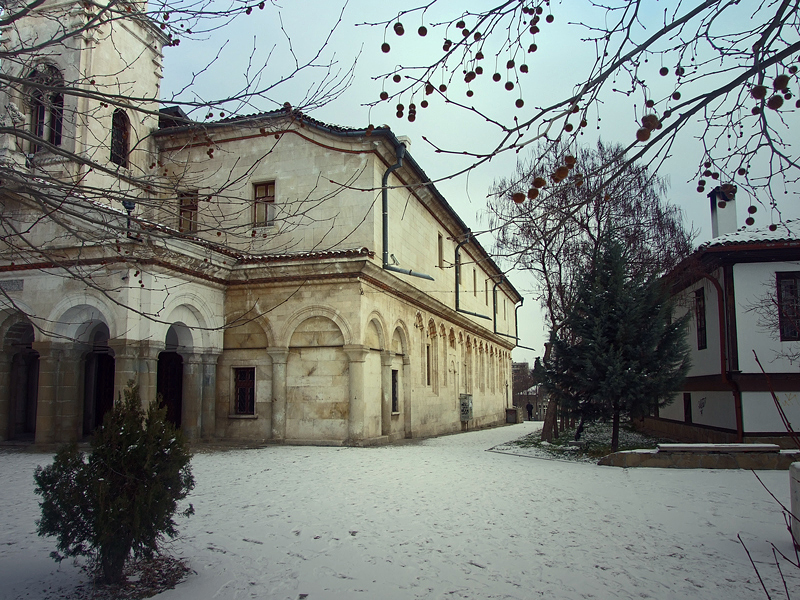
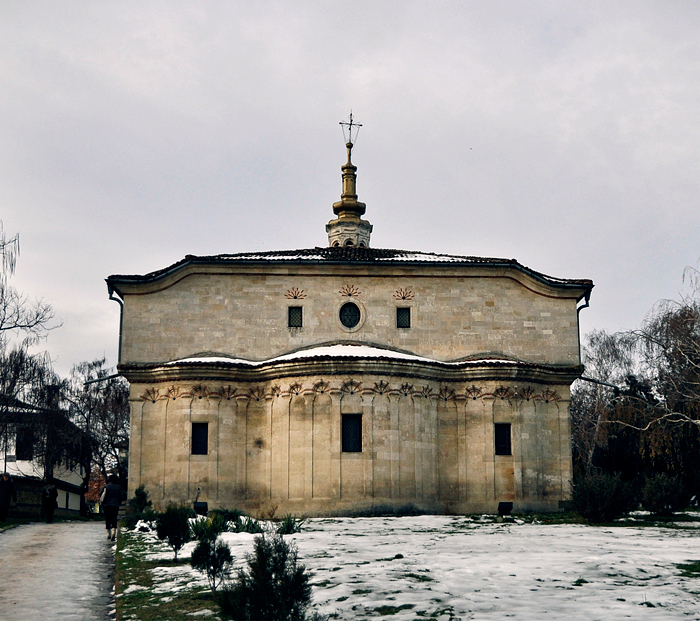
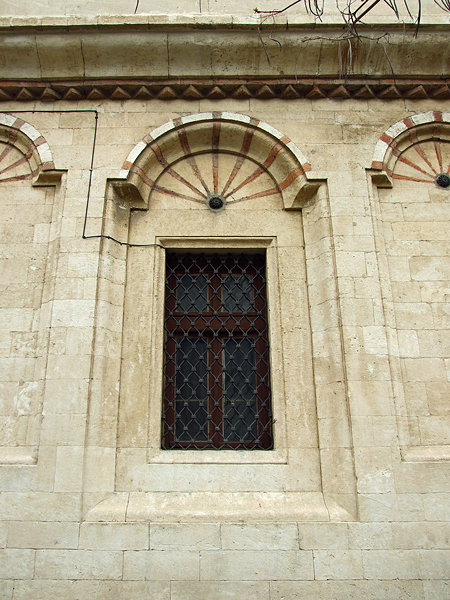